# Werner Czulius
Werner Czulius (* 1913; † 2008) war ein deutscher Kernphysiker, der während des Zweiten Weltkriegs am deutschen, später am sowjetischen Kernwaffenprogramm beteiligt war.
Im deutschen Uranprojekt gehörte er zur Forschungsgruppe Kurt Diebners, die zunächst in Gottow (bei Wünsdorf nahe Berlin) und später in Stadtilm (Thüringen) arbeitete.
Von 1945 bis Mitte der 50er Jahre arbeitete er für das sowjetische Atombombenprogramm.
Im Streit um Rainer Karlschs Buch „Hitlers Bombe“ und die Möglichkeit einer deutschen Kernwaffe wird Czulius als Zeitzeuge angeführt und mit der Aussage zitiert, „dass Deutschland zum Ende des Weltkrieges nicht in der Lage gewesen sei, eine Atombombe zu bauen“.
Werner Czulius wirkte in der RBB-Dokumentation „Geheimnisvolle Orte – Wünsdorf“ (Erstsendung Dezember 2005) mit. Er erläuterte darin an historischem Ort die Versuche in Gottow.